# 高速TCP
高速TCP（英語：HighSpeed TCP，縮寫為HSTCP），是一種拥塞控制演算法協定，使用於TCP協定中，定義於 RFC 3649 。在頻寬延遲乘積網路上，標準的TCP協定的效能不佳，無法完全使用頻寬。高速TCP的演算法改進了標準TCP協定的效能，以克服它的缺陷。

## 外部連結
- HSTCP首頁 （页面存档备份，存于）